# کسی اسکربو
کاساندرا لین "کَسی" اِسکـِربو (انگلیسی: Cassandra Lynn "Cassie" Scerbo؛ زادهٔ ۳۰ مارس ۱۹۹۰) یک هنرپیشه، خواننده و هنرمند رقص اهل ایالات متحده آمریکا است. وی از سال ۲۰۰۵ میلادی تاکنون مشغول فعالیت بوده‌است.
از فیلم‌ها یا مجموعه‌های تلویزیونی که وی در آن‌ها نقش داشته است می‌توان به دختران باشگاه راک ، سی‌اس‌آی: میامی اشاره نمود.